# Виктор II (князь Ангальт-Бернбург-Шаумбург-Хойма)
Виктор II Карл Фридрих Ангальт-Бернбург-Шаумбург-Хоймский (нем. Viktor II. Karl Friedrich von Anhalt-Bernburg-Schaumburg-Hoym; 2 ноября 1767, Шаумбургский замок — 22 апреля 1812, Шаумбургский замок) — князь Ангальт-Бернбург-Шаумбург-Хойма из династии Асканиев.

## Биография
Виктор — старший сын князя Карла Людвига Ангальт-Бернбург-Шаумбург-Хоймского (1723—1806) и его супруги Амалии Элеоноры Сольмс-Браунфельсской (1734—1811), дочери князя Фридриха Вильгельма Сольмс-Браунфельсского. Наследовал отцу в 1806 году.
У Виктора не было наследников мужского пола, поэтому ему наследовал на княжеском престоле 71-летний неженатый дядя Фридрих, умерший в тот же год. Тем самым линия Ангальт-Бернбург-Шаумбург-Хоймов пресеклась по мужской линии. Ангальтские земли вернулись к основной ветви в состав Ангальт-Бернбурга. Владения в Нассау, графстве Гольцаппель с Шаумбургом унаследовала старшая дочь Виктора Гермина, передавшая их Габсбургам, выйдя замуж за австрийского эрцгерцога. Ангальтские территории в Цейце и Беллебене стали предметом юридического разбирательства, завершившегося в 1828 году в пользу Бернбурга.

## Потомки
29 октября 1793 года Виктор женился в Вейльбурге на Амалии Нассау-Вейльбургской (1776—1841), дочери князя Карла Кристиана Нассау-Вейльбургского. У супругов родились:
- Гермина (1797—1817), замужем за эрцгерцогом Иосифом Австрийским (1776—1847)
- Аделаида (1800—1820), замужем за великим герцогом Августом Ольденбургским (1783—1853)
- Эмма (1802—1858), замужем за князем Георгом II Вальдек-Пирмонтским (1789—1845)
- Ида (1804—1828), замужем за великим герцогом Августом I Ольденбургским